# Gehyra minuta
Espèce
Gehyra minuta est une espèce de geckos de la famille des Gekkonidae.

## Répartition
Cette espèce est endémique du Territoire du Nord en Australie. Elle se rencontre dans le plateau de Barkly.

## Publication originale
- King, 1982 : A new species of Gehyra (Reptilia: Gekkonidae) from central Australia. Transactions of the Royal Society of South Australia, vol. 106, no 4, p. 155-158 (texte intégral).